# Rantanplan (série télévisée d'animation)
Pour l’article homonyme, voir Rantanplan.
Rantanplan est une série télévisée d'animation française en 76 épisodes de 1 minute 30, coproduite par Xilam, Dargaud Marina, Lucky Comics et France 3 d'après l'œuvre de Morris et diffusée à partir du 6 septembre 2006 sur France 3 dans l'émission Toowam. Il est rediffusé à partir du 26 septembre 2006, puis ainsi qu'à partir du 28 septembre 2007 sur Disney Cinemagic.
Au Québec, elle est diffusée sur Télé-Québec.

## Synopsis
Rantanplan (le chien le plus bête de l'Ouest) vit ses propres aventures, enchaînant erreur sur faux pas.

## Épisodes
1. Halloween
2. Poney Club
3. Garde à vous !
4. Dimension Rantanplan
5. Délit de faciès
6. Microcosmos
7. Le Vautour et le Rantanplan
8. Rencontre du 3e type
9. À table
10. Un air de famille
11. Un malade imaginaire
12. Inspecteur Rantanplan
13. Au clair de la Lune
14. Star Système
15. Vite fait, bien fait
16. Une question de bon sens
17. Tel chien, tel maître
18. Message urgent
19. C'est mon choix
20. Retour de bâton
21. Brise glace
22. C'est ma fête
23. Mon légionnaire
24. Mort de rire
25. Mirage 2000
26. L'Amour du risque
27. Petit Génie
28. Objet trouvé
29. Rantanplan contre Rantanplan
30. Liberté chérie
31. Une idée fixe
32. Noyeux joël
33. Sur les nerfs
34. Ni vu ni connu
35. Susucre
36. Fort comme un truc
37. Un poil de trop
38. Fait divers
39. Belle de nuit
40. Beau Gosse
41. Papa poule
42. À poil !
43. Attention chien dressé !
44. Jour de bonté
45. Rap'Tanplan
46. Sacrée Surprise
47. Allelujah
48. Victime de la mode
49. Rantanplan est arrivé
50. Le Roi de la forêt
51. Hot Dog
52. C'est l'Amérique
53. Stop la violence
54. Tolérance zéro
55. Mission Choucroute
56. Destination Lune
57. Le Bon, la Brute et le Rantanplan
58. Fais comme l'oiseau
59. L'Effet Rantanplan
60. Casse-bonbon
61. Rantanplan perd la boule
62. Tout feu tout flop
63. La tonte est tentante
64. Rantanplan veille au grain
65. Mon homme
66. Lascar des bois
67. Rantanplan touche le fond
68. Le Pâle Dominant
69. La Belle et la Bête
70. Rantanplan au Tibet
71. Pan pan le paon !
72. Thriller
73. On n'est pas des chiens !
74. Même pas peur du noir
75. La Politesse de l'autruche

Épisode spécial (hors saison, 2007) :
1. Le Clip de Rantanplan : Tous à l'ouest

## Fiche technique
- Titre original : "Rantanplan"
- Création : Hugo Gittard
- Scénario : Hugo Gittard, Olivier Derynck
- Réalisation : Hugo Gittard
- Production : Marc du Pontavice
  - Production associée : Patrick Malka
- Direction de l'animation : Pierre Lyphoudt
- Direction littéraire : Carol-Ann Willering
- Adaptation française des dialogues : Jean-Marc Lenglen
- Coordination de l'écriture et des storyboards : Catherine Jamin-Bizet, Jérôme Cuenot
- Design du personnage : Bukulin Denis
- Design des décors noir et blanc : Bruno Couchinho
- Création des personnages : Monsieur Z
- Édition: Patrick Ducruet
- Storyboard : Karim Bayadh
- Musique du générique et des interludes : Vincent Malone
- Musique additionnelle : Hervé Lavandier
- Montage : Anne Sophie Schbath
- Diffusion originale : France 3
- Diffusion française : Disney Cinémagic
- Diffusion au Québec : Télé-Québec
- Durée moyenne par épisode : 1 min 30 s (90 secondes)
- Pays d'origine :  France
- Nombre de saisons : 1
- Nombre d'épisodes : 75 (+ 1 hors saison)

## Voix françaises
- François Morel : Rantanplan
- Jean-Claude Donda, Patrick Guillemin, Jean-François Aupied : personnages secondaires